# I. Corps (Belgien)

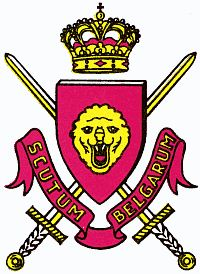
Das Wappen der Belgischen Streitkräfte in Deutschland

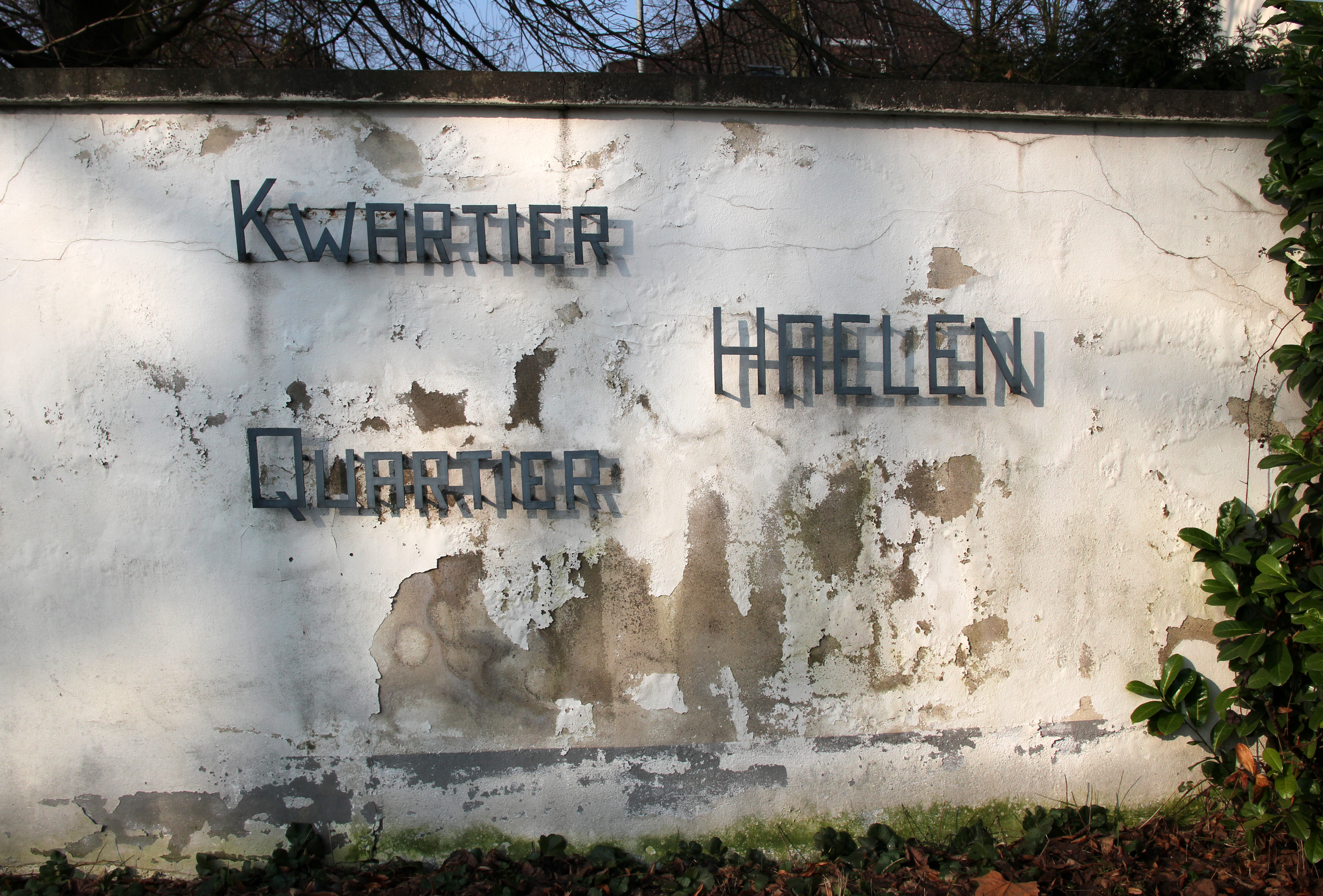
Haelen Kaserne in Köln-Junkersdorf

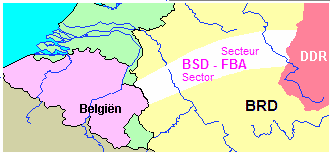
Aufmarschgebiet des I. BE Korps

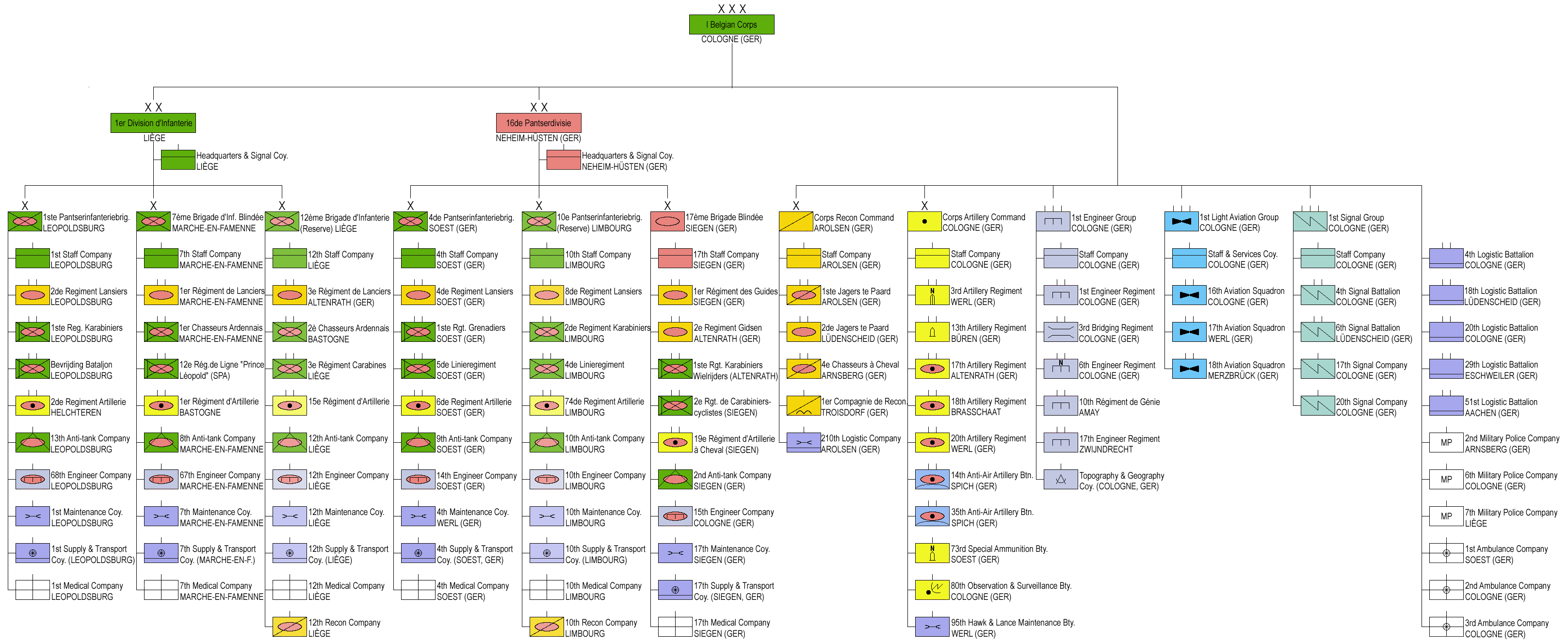
Gefechtsgliederung des I. BE Korps

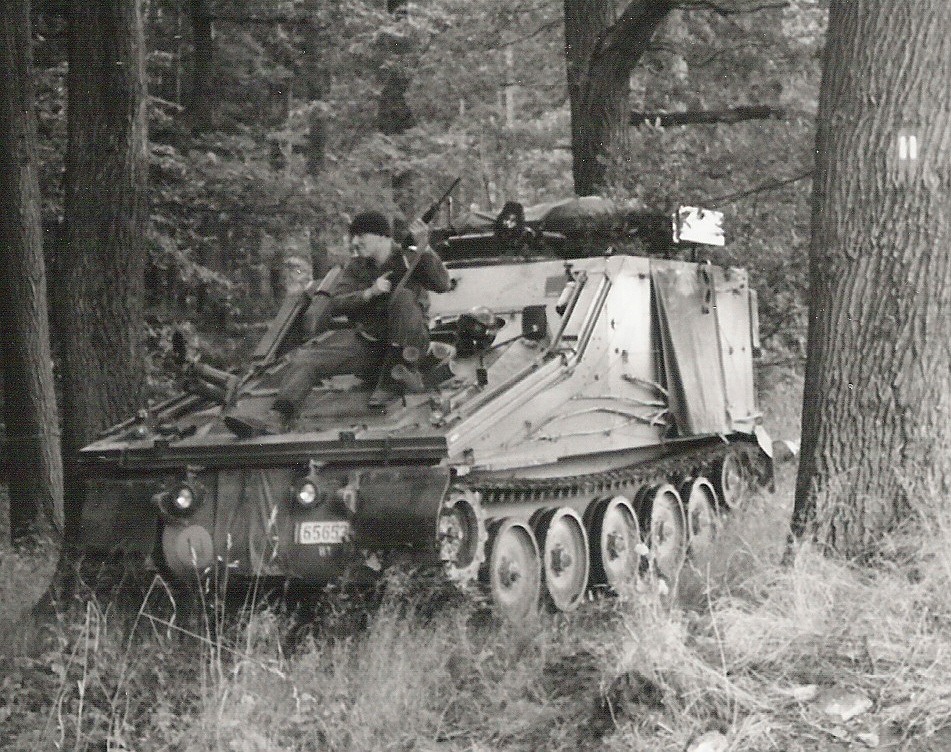
Belgischer Samaritan-Panzer 1988

Das I. Corps (Belgien) oder I. BE Korps, auf Französisch 1er Corps d'Armée Belge, war ein belgischer Großverband, welcher während des Kalten Krieges bis 1996 der multinationalen NATO-Heeresgruppe NORTHAG unterstellt war. Es gehörte zu den Forces belges en Allemagne (FBA).

## Auftrag
Das I. BE Korps war im Gefechtsstreifen von NORTHAG im mitteldeutschen Bergland. etwa zwischen Harz im Norden und Kassel im Süden eingesetzt. Der Schwerpunkt lag bei Göttingen („Streifen von Göttingen“). Das Korps sollte dort ein grenznahes Verzögerungsgefecht gegen gepanzerte Kräfte des Warschauer Paktes führen. Linker Nachbar des I. BE Korps war das I. BR Korps und an der rechten Grenze zur Heeresgruppe CENTAG das III. DE Korps der Bundeswehr. Ähnlich wie das I. NL Korps, so war auch das I. BE Korps ungünstig disloziert und benötigte einen gewissen Zeitraum, um von Belgien und Nordrhein-Westfalen (Aachen, Köln, Soest und Siegen) die GDP-Stellungen in seinem Verantwortungsbereich zu erreichen. Hauptaufgabe des I. Belgischen Korps war es, Panzerangriffe des Warschauer Paktes in dem ihm zugewiesenen Gefechtsabschnitt abzuwehren und zum Stillstand zu bringen. In Friedenszeiten bestanden die beiden Divisionen aus jeweils drei Brigaden, die jedoch im V-Fall auf vier hätten aufgestockt werden können.

## Stärke
Während des Kalten Krieges unterhielt Belgien eine Armee von ca. 66.000 Mann, von denen die Hälfte im belgischen I. Korps mit zwei aktiven Divisionen und jeweils drei mechanisierten Brigaden plus Kampfunterstützungstruppen eingesetzt waren. Die restliche Armee war für die Heimatverteidigung Belgiens eingesetzt. Äquivalent zu den US-Rangers besaßen die belgischen Streitkräfte eine Para-Commando-Brigade (frz. Régiment Para-Commando) mit zwei Fallschirmjäger- und einem Kommandobataillon. Das I. Belgische Korps war der NATO zugeordnet und der Rest den Streitkräften des Inneren. Das I. Belgische Korps wurde operativ in der Grenzverteidigung der BRD eingesetzt und stammte ursprünglich nach dem Zweiten Weltkrieg aus den Besatzungstruppen. Die Brigaden umfassten zwei Panzergrenadierbataillone, ein Panzerabwehrbataillon, ein bis zwei Panzerbataillone, ein Artilleriebataillon, eine Pionierkompanie und diverse Nachschubtruppen. In den frühen 1980er Jahren galt das Belgische Korps als das schwächste innerhalb der NATO-Zentralfront. Es umfasste 25.000 Mann in einer Panzer- und einer Panzergrenadierbrigade. Seit 1976 war die Personalstärke um 7.000 Mann reduziert worden. Eine mechanisierte Infanteriebrigade und Divisionstruppen wurden nach Belgien zurückverlegt. Erst nach Mobilisierung konnten die Belgier zwei Divisionen aufwachsen lassen. In Friedenszeiten hatte die Belgische Armee eine Stärke von 34.000 Mann, die im V-Fall auf 68.000 Man verdoppelt werden konnte. Viele von diesen Truppen waren in Westdeutschland stationiert. Zu dieser Zeit mussten ungefähr 60.000 in der BRD lebende belgische Soldaten, inklusive ihrer Familienangehörigen, unterstützt werden. 1973 wurden zwei Brigaden nach Belgien, nördlich von Leonsburg und südlich von Bastogne/Marche-en-Famenne zurückverlegt. Dies linderte einige der sozialen Probleme, die durch die Trennung von in Westdeutschland stationierten Truppen und Heimat verbunden waren. Die Truppen des I. BE Korps nahmen an einer Reihe von jährlichen Übungen und Manövern teil, um eine kontinuierliche Gefechtsbereitschaft aufrechtzuerhalten.

## Bewaffnung und Ausrüstung
Nach dem Zweiten Weltkrieg war die belgische Armee einer der größten Abnehmer von militärischer US-Ausrüstung. Dazu gehörten Panzer, gepanzerte Personentransporter, Maschinengewehre, Raketenwerfer und weiteres mehr. Zwischen 1970 und 1980 kaufte die belgische Armee 96 M108 Panzerhaubitzen und 41 M109 Panzerhaubitzen, 290 taktische HAWK-Flugabwehrraketen zur Unterstützung der belgischen NIKE-Staffeln. Daneben gab es Kaufverträge in Höhe von 110 Millionen USD für 127 M109A2 SP155mm Haubitzen von BMY und ein anderer Kontrakt in Höhe von 106 Millionen USD für 114.000 Stück 155 mm-Munition für den Kampfpanzer M485A2 von der General Defense Corp. Zur Hauptausrüstung gehörte der gepanzerte Mannschaftstransporter (Transportpanzer, APC – Armored Personnel Carrier). 1.000 veraltete Fahrzeuge vom Typ M75 APC und AMX-VCI mussten durch 500 neuwertige AIFV-Panzer (Armored Infantry Fighting Vehicle) ersetzt werden. Außerdem über 500 M 113 und 80 GTK Boxer. Letzterer ist voll amphibisch und von seinem Turm
kann eine MILAN-PALR abgefeuert werden. Für die Modernisierung der belgischen Panzer- und Artillerietruppe gab es lange Zeit keine Modernisierungspläne. Es befanden sich über 300 Leopard 1-Kampfpanzer in ihren aktiven Kampftruppen. In der Reserve gab es noch 55 veraltete M47 KPz. Die Artillerie stützte sich lange Zeit auf leichte Artillerie mit 105mm-Selbstfahrlafetten. Es handelte sich um 20 Jahre alte Panzerhaubitzen mit geringer Reichweite und geringem Sprengradius pro Geschoss. Damit waren sie deutlich schwächer als mit 155mm Panzerhaubitzen, so wie sie zu der Zeit bei der NATO üblich waren. Der Modernisierungsprozess fand in der Zeit zwischen 1975 und 1985 statt. Der Leopard 1 war das Standardfahrzeug in den Panzerbataillonen. Nur die Aufklärungseinheiten verwendeten leichtere Panzertypen. Die Panzerabwehrbataillone waren mit verschiedenen leichten Panzerabwehrwaffen (LAW – Light Antitank Weapons) ausgestattet. Dazu gehörten hauptsächlich Swingfire und MILAN, sowie Jagdpanzer der Panzerjäger. In Deutschland hergestellte Gepard-Flakpanzer wurden den belgischen Flugabwehrbatterien zugeführt. 1984 wurden taktische Honest John Raketen durch Lance Mittelstreckenraketen ersetzt. Zu den kampferprobtesten Truppen gehörten die Para-Kommandos, die 1978 in der Kolwezi-Provinz gekämpft hatten.

## Geschichte
Das I. BE Korps entstand bereits während des Ersten Weltkriegs, kämpfte während des Zweiten Weltkriegs und war während des Kalten Krieges in Deutschland stationiert. Während der belgischen Kampagne 1940 hielt das I. BE Korps Abwehrstellungen bei Lüttich (die Schlacht um Fort Eben-Emael fand ebenfalls in diesem Abschnitt statt), wurde jedoch vom XVI. Panzerkorps zum Rückzug gezwungen. Nach Ende des Zweiten Weltkriegs gehörte der belgische Verband zu den alliierten Besatzungsstreitkräften. Das Hauptquartier des Korps befand sich ab dem 15. Oktober 1946 in der Yser-Kaserne in Lüdenscheid. Im November übernahm Generalleutnant Jean-Baptiste Piron das Kommando. 1948 zog das HQ in die Haelen-Kaserne bei Junkersdorf in Köln-Lindenthal um. Während des Kalten Krieges war das I. BE Korps in die Heeresgruppe NORTHAG eingegliedert. In dieser Zeit wurde der Verband auch mit atomaren Kurzstreckenraketen ausgestattet. Während des Manövers Battle Royal im September 1954 bestand das I. BE Korps aus der 1. BE Infanterie-Division (1er Division d'Infanterie) und der 16. BE Panzerdivision (16de Pantserdivisie), dem die 1. Kanadische Brigade und die 46. Fallschirmjäger-Brigade (16. UK Airborne Division) unterstellt war. Das 14. und 20. Artilleriebataillon des Korps wurde von der 4th U.S. Army Field Artillery Abteilung unterstützt. Diese Abteilung war in der Nähe der belgischen Bataillone, in der Houthulst-Kaserne, Langenwiedenweg, in Werl stationiert. 1960 wurde die 1. und die 16. Division in mechanisierte Divisionen (Panzergrenadierdivision) des LANDCENT-Typs umgegliedert. Zu dieser Zeit bestand die 1. Division in Bensberg aus der 1. Infanterie-Brigade (Siegen), 7. Infanterie-Brigade (Spich) und 18. Panzerbrigade (Euskirchen). Die 16. Panzerdivision war untergliedert in die 17. Panzerbrigade (Düren), die 16. Infanterie-Brigade (Lüdenscheid) und 4. Infanterie-Brigade (Soest). 1966 wurde die Mechanisierung der belgischen Armee weiter vorangetrieben und die Streitkräfte wurden auf Divisionen mit nur noch zwei aktiven Brigaden reduziert. 1985 bestand die 16. Panzerdivision aus der 4. Panzergrenadierbrigade in Soest und der 17. Panzerbrigade in Siegen. Die 1. Division in Belgien bestand aus der 1. Panzergrenadierbrigade in Bourg Leopold und der 7. Panzergrenadierbrigade in Marche/Ardennen. 1985 stand dem I. BE Korps die 10. Mechanized und die die 12. Motorised Brigade zur Verfügung. 1995 verschmolz das Korps mit der 1. Mechanised Division und der Paracommando Brigade (FschJg) zur Intervention Force. 1996 wurde das HQ von Deutschland nach Belgien zurückverlegt.

## Kommandierende Generale
- 1946 Lieutenant Général G. Fromont
- 1946 – 1951 Lieutenant Général J.B. Piron
- 1951 – 1954 Lieutenant Général A. Tromme
- 1954 – 1958 Lieutenant Général O. Gierst
- 1958 – 1960 Lieutenant Général P. Berben
- 1960 – 1964 Lieutenant Général A. Crahay
- 1964 – 1966 Lieutenant Général A. Melchior
- 1966 – 1971 Lieutenant Général A. Franck
- 1971 – 1974 Lieutenant Général L. Teysen
- 1974 – 1976 Lieutenant Général Ph. Brecx
- 1976 – 1978 Lieutenant Général W. Gontier
- 1978 – 1979 Lieutenant Général C. Ameryckx
- 1979 – 1981 Lieutenant Général E. De Wilder
- 1981 – 1982 Lieutenant Général M. Gysemberg
- 1982 – 1986 Lieutenant Général J. De Boodt
- 1986 – 1988 Lieutenant Général H. Depoorter
- 1988 – 1993 Lieutenant Général R. Cauchie
- 1993 – 1996 Lieutenant Général F. Briquemont[4]

## Unterstellte Verbände
- 1er Division d'Infanterie
- 16de Pantserdivisie
  - 4 Pantser Infanterie Brigade
  - 17ème Brigade Blindée (17e Pantserbrigade)
  - 10 Pantser Infanterie Brigade
- Corps Recon (Korpsaufklärung)
- Corps Artillery (Korpsartillerie)

Das I. BE Korps hatte in der Unterstellung von NORTHAG im Jahr 1989 folgende Gefechtsgliederung:
| Einheit                                                                          | Garnison/Stationierungsort | Bewaffnung und Bemerkung |
| I (BE) Korps                                                                     | Köln                       | |
| Corps Reconnaissance Command (COMRECCE) (Korpsaufklärung)                        | Arolsen                    | |
| Stabskompanie                                                                    | Arolsen                    | |
| 1ste Jagers te Paard                                                             | Arolsen                    | 24× Scimitar, 24× Scorpion Späh- und Infanterieunterstützungspanzer, 12× Striker Jagdpanzer, 12× Spartan Schützentransportpanzer, 4× Sultan Befehlsstand- und Führungspanzer, 4× Samaritan Bergepanzer, 1× Samson |
| 2de Jagers te Paard                                                              | Lüdenscheid                | 37× Leopard 1, 7× M113, 4× Scimitar, 1× Bergepanzer 2 |
| 4e Chasseurs à Cheval                                                            | Arnsberg                   | 24× Scimitar, 24× Scorpion, 12× Striker, 12× Spartan, 4× Sultan, 4× Samaritan, 1× Samson |
| 1er Compagnie d’Equipes Spéciales de Reconnaissance (ESR) (SpezialaufklärungsKp) | Troisdorf                  | Fernspäher |
| 210th Nachschubskompanie                                                         | Arolsen                    | |
| Corps Artillery Command (Korpsartillerie)                                        | Köln                       | |
| Stabskompanie                                                                    | Köln                       | |
| 3rd Artillery Regiment                                                           | Werl                       | 4× Lance Kurzstreckenraketen |
| 13th Artillery Regiment                                                          | Büren                      | Nachschub an Munition |
| 14th Anti-Air Artillery Battalion (HFlgAbwBtl)                                   | Spich                      | 27× FlakPz Gepard |
| 17th Horse Artillery Regiment                                                    | Altenrath                  | 24× M109A2 155mm Panzerhaubitzen |
| 18th Artillery Regiment                                                          | Brasschaat, Belgien        | 24× M109A2 Panzerhaubitzen |
| 20th Artillery Regiment                                                          | Werl                       | 24× M109A2 Panzerhaubitzen |
| 35th Anti-Air Artillery Battalion                                                | Spich                      | FlakPz Gepard |
| 73rd Special Ammunition Battery (Spezialmunitionsbatterie)                       | Soest                      | |
| 80th Observation and Surveillance Battery (beobachtende Artillerie)              | Köln                       | |
| 95th Hawk and Lance Maintenance Battery (Lance und Hawk-Wartungsbatterie)        | Werl                       | |
| 1st Light Aviation Group (Leichte Heeresfliegergruppe)                           | Köln                       | |
| Stabs- u. VersorgungsKp                                                          | Köln                       | |
| 16th Light Aviation Squadron                                                     | Köln                       | 10× Alouette II, 3× BN-2A |
| 17th Light Aviation Squadron                                                     | Werl                       | 10× Alouette II, 3× BN-2A |
| 18th Light Aviation Squadron                                                     | Merzbrück                  | 10× Alouette II, 3× BN-2A |
| 1st Engineer Group (PiGrp)                                                       | Köln                       | |
| StabsKp                                                                          | Köln                       | |
| 1st Engineer Regiment                                                            | Köln                       | 2 FeldpionierKp, M48AVLB Brückenlegepanzer und 1 ABC-AbwehrKp |
| 3rd Bridge Engineer Regiment (BrückenPi-Rgt)                                     | Köln                       | 3 MOFAB-Kp (Mobile Floating Assault Bridge – mobile Faltbrücke) |
| 6th Engineer Regiment                                                            | Köln                       | 2 FeldpionierKp, M48AVLB Brückenlegepanzer und 1 Nuclear Demolition Kp |
| 10th Field Engineer Regiment                                                     | Amay, Belgien              | 3 FeldpionierKp |
| 17th Field Engineer Regiment                                                     | Zwijndrecht, Belgien       | 3 FeldpionierKp |
| Topography and Geography Company (MilitärtopographieKp)                          | Köln                       | |
| 1st Signal Group (Fernmeldegruppe)                                               | Köln                       | |
| StabsKp                                                                          | Köln                       | |
| 4th Signal Battalion (Korps HQ)                                                  | Köln                       | |
| 6th Signal Battalion                                                             | Lüdenscheid                | |
| 13th Signal Company                                                              | Krefeld                    | unterstützt HQ NORTHAG |
| 17th Signal Company                                                              | Köln                       | |
| 20th Signal Company                                                              | Köln                       | Luftunterstützung |
| 4th Logistic Battalion (NschbBtl)                                                | Köln                       | |
| 18th Logistic Battalion                                                          | Lüdenscheid                | |
| 20th Logistic Battalion                                                          | Köln                       | |
| 29th Logistic Battalion                                                          | Eschweiler                 | |
| 51st Logistic Battalion                                                          | Aachen                     | |
| 2nd Military Police Company                                                      | Arnsberg                   | |
| 6th Military Police Company (Militärpolizei)                                     | Köln                       | |
| 7th Military Police Company                                                      | Lüttich                    | |
| 1st Ambulance Company (SanKp)                                                    | Soest                      | |
| 2nd Ambulance Company                                                            | Köln                       | |
| 3rd Ambulance Company                                                            | Köln                       | |

| Einheit                                                  | Garnison/Stationierungsort | Bewaffnung und Bemerkung                                                                              |
| 1er Division d'Infanterie                                | Liège, Belgien             | |
| Headquarters and Signal Company                          | Liège, Belgien             | |
| 1ste Pantserinfanteriebrigade                            | Leopoldsburg, Belgien      | |
| 1st Staff Company (StabsKp)                              | Leopoldsburg, Belgien      | |
| 2de Regiment Lansiers                                    | Leopoldsburg, Belgien      | 37× Leopard 1, 7× M113, 4× Scimitar, 1× Bergepanzer 2                                                 |
| 1ste Regiment Karabiniers                                | Leopoldsburg, Belgien      | 42× AIFV-B-C25, 4× AIFV-B-MILAN, 3× AIFV-B-CP, 4× Scimitar, 4× Kanonenjagdpanzer, 4× M30 107mm Mörser |
| Bevrijding Bataljon                                      | Leopoldsburg, Belgien      | 42× AIFV-B-C25, 4× AIFV-B-MILAN, 3× AIFV-B-CP, 4× Scimitar, 4× Kanonenjagdpanzer, 4× M30 107mm Mörser |
| 2de Regiment Artillerie                                  | Helchteren, Belgien        | 16× M109A2 155mm Panzerhaubitzen                                                                      |
| 13th Anti-tank Company (PzJgKp)                          |                            | 12× Kanonenjagdpanzer, 12× AIFV-B-MILAN                                                               |
| 68th Engineer Company (PiKp)                             |                            | 10× M113                                                                                              |
| 1st Maintenance Company (InstKp)                         |                            | |
| 1st Supply and Transport Company                         |                            | |
| 1st Medical Company (SanKp)                              |                            | |
| 7ème Brigade d'Infanterie Blindée                        | Marche-en-Famenne, Belgien | |
| 7th Staff Company (StabsKp)                              | Marche-en-Famenne, Belgien | |
| 1er Régiment de Lanciers                                 | Marche-en-Famenne, Belgien | 37× Leopard 1, 7× M113, 4× Scimitar, 1× Bergepanzer 2                                                 |
| 1er Régiment de Chasseurs Ardennais                      | Marche-en-Famenne, Belgien | 42× AIFV-B-C25, 4× AIFV-B-MILAN, 3× AIFV-B-CP, 4× Scimitar, 4× Kanonenjagdpanzer, 4× M30 107mm Mörser |
| 12e Régiment de Ligne „Prince Léopold“                   | Spa, Belgien               | 42× AIFV-B-C25, 4× AIFV-B-MILAN, 3× AIFV-B-CP, 4× Scimitar, 4× Kanonenjagdpanzer, 4× M30 107mm Mörser |
| 1er Régiment d'Artillerie                                | Bastogne, Belgien          | 16× M109A2 Panzerhaubitzen                                                                            |
| 8th Anti-tank Company                                    |                            | 12× Kanonenjagdpanzer, 12× AIFV-B-MILAN                                                               |
| 67th Engineer Company                                    |                            | 10× M113                                                                                              |
| 7th Maintenance Company                                  |                            | |
| 7th Supply and Transport Company                         |                            | |
| 7th Medical Company                                      |                            | |
| 12ème Brigade d'Infanterie (Reserve)                     | Liège, Belgien             | |
| 12th Staff Company (StabsKp)                             | Liège, Belgien             | |
| 3e Régiment de Lanciers                                  | Altenrath                  | aktive Einheit, in Deutschland eingesetzt. 37× Leopard 1, 7× M113, 4× Scimitar, 1× Bergepanzer 2      |
| 2ème Régiment de Chasseurs Ardennais                     | Bastogne, Belgien          | 42× AIFV-B-C25, 4× AIFV-B-MILAN, 3× AIFV-B-CP, 4× Scimitar, 4× Kanonenjagdpanzer, 4× M30 107mm Mörser |
| 3e Régiment Carabines                                    | Liège, Belgien             | 42× AIFV-B-C25, 4× AIFV-B-MILAN, 3× AIFV-B-CP, 4× Scimitar, 4× Kanonenjagdpanzer, 4× M30 107mm Möser  |
| 15e Régiment d'Artillerie                                |                            | 16× M109A2 Panzerhaubitzen                                                                            |
| 12th Reconnaissance Company (AufklKp)                    |                            | |
| 12th Anti-tank Company (PzJg)                            |                            | 12× Kanonenjagdpanzer, 12× AIFV-B-MILAN                                                               |
| 12th Engineer Company                                    |                            | 10× M113                                                                                              |
| 12th Maintenance Company (InstKp)                        |                            | |
| 12th Supply and Transport Company (Nschb & Transport Kp) |                            | |
| 12th Medical Company (SanKp)                             |                            | |

| Einheit                                                  | Garnison/Stationierungsort | Bewaffnung und Bemerkung                                                                              |
| 16de Pantserdivisie                                      | Neheim-Hüsten              | |
| Headquarters and Signal Company (HQ u. FernmeldeKp)      | Neheim-Hüsten              | |
| 4de Pantserinfanteriebrigade                             | Soest                      | |
| 4th Staff Company (StbsKp)                               | Soest                      | |
| 4de Regiment Lansiers                                    | Soest                      | 37× Leopard 1, 7× M113, 4× Scimitar, 1× Bergepanzer 2                                                 |
| 1ste Regiment Grenadiers                                 | Soest                      | 42× AIFV-B-C25, 4× AIFV-B-MILAN, 3× AIFV-B-CP, 4× Scimitar, 4× Kanonenjagdpanzer, 4× M30 107mm Möser  |
| 5de Linieregiment                                        | Soest                      | 42× AIFV-B-C25, 4× AIFV-B-MILAN, 3× AIFV-B-CP, 4× Scimitar, 4× Kanonenjagdpanzer, 4× M30 107mm Möser  |
| 6de Regiment Artillerie                                  | Soest                      | 16× M109A2 155mm Panzerhaubitzen                                                                      |
| 9th Anti-tank Company (PzAbwKp)                          | Soest                      | 12× Kanonenjagdpanzer, 12× AIFV-B-MILAN                                                               |
| 14th Engineer Company (PiKp)                             | Arolsen                    | 10× M113                                                                                              |
| 4th Maintenance Company (InstKp)                         | Werl                       | |
| 4th Supply and Transport Company (Nschb- u. TransportKp) | Soest                      | |
| 4th Medical Company (SanKp)                              | Soest                      | |
| 17ème Brigade Blindée                                    | Siegen                     | |
| 17th Staff Company                                       | Siegen                     | |
| 1er Régiment des Guides                                  | Siegen                     | 37× Leopard 1, 7× M113, 4× Scimitar, 1× Bergepanzer 2                                                 |
| 2e Regiment Gidsen                                       | Altenrath                  | 37× Leopard 1, 7× M113, 4× Scimitar, 1× Bergepanzer 2                                                 |
| 1ste Regiment Karabiniers Wielrijders                    | Spich                      | 42× AIFV-B-C25, 4× AIFV-B-MILAN, 3× AIFV-B-CP, 4× Scimitar, 4× Kanonenjagdpanzer, 4× M30 107mm Mörser |
| 2ème Régiment de Carabiniers-cyclistes                   | Siegen                     | 42× AIFV-B-C25, 4× AIFV-B-MILAN, 3× AIFV-B-CP, 4× Scimitar, 4× Kanonenjagdpanzer, 4× M30 107mm Mörser |
| 19e Régiment d'Artillerie à Cheval                       | Siegen                     | 16× M109A2 155mm PzHbz                                                                                |
| 2nd Anti-tank Company                                    | Siegen                     | 12× Kanonenjagdpanzer, 12× AIFV-B-MILAN                                                               |
| 15th Engineer Company                                    | Köln                       | 10× M113                                                                                              |
| 17th Maintenance Company                                 | Siegen                     | |
| 17th Supply and Transport Company                        | Siegen                     | |
| 17th Medical Company (SanKp)                             | Siegen                     | |
| 10e Pantserinfanteriebrigade (Reserve)                   | Limbourg, Belgien          | |
| 10th Staff Company                                       | Limbourg, Belgien          | |
| 8de Regiment Lansiers                                    | Limbourg, Belgien          | 37× Leopard 1, 7× M113, 4× Scimitar, 1× Bergepanzer 2                                                 |
| 2de Regiment Karabiniers                                 | Limbourg, Belgien          | 42× AIFV-B-C25, 4× AIFV-B-MILAN, 3× AIFV-B-CP, 4× Scimitar, 4× Kanonenjagdpanzer, 4× M30 107mm Möser  |
| 4de Linieregiment                                        | Limbourg, Belgien          | 42× AIFV-B-C25, 4× AIFV-B-MILAN, 3× AIFV-B-CP, 4× Scimitar, 4× Kanonenjagdpanzer, 4× M30 107mm Möser  |
| 74de Regiment Artillerie                                 |                            | 16× M109A2 155mm PzHbz                                                                                |
| 10th Reconnaissance Company (AufklKp)                    |                            | |
| 10th Anti-tank Company                                   |                            | 12× Kanonenjagdpanzer, 12× AIFV-B-MILAN                                                               |
| 10th Engineer Company                                    |                            | 10× M113                                                                                              |
| 10th Maintenance Company                                 | Siegen                     | |
| 10th Supply and Transport Company                        | Siegen                     | |
| 10th Medical Company                                     | Siegen                     | |